# Arnaud Valois
Arnaud Valois, född 29 februari 1984 i Lyon, är en fransk skådespelare.
Valois har bland annat medverkat i filmerna 120 slag i minuten och Good Grief. Han har även medverkat i TV-serien Becoming Karl Lagerfeld.

## Filmografi (i urval)
- 2017 – 120 slag i minuten
- 2023 – Good Grief
- 2024 – Becoming Karl Lagerfeld (TV-serie)